# David Abagna
David Sandan Abagna (Tamale, 9 settembre 1998) è un calciatore ghanese, centrocampista dell'APOEL e della nazionale ghanese.

## Carriera

### Club
Cresciuto negli Zaytuna Babies, una squadra della sua città natale, nel 2016 viene acquistato dal Wa All Stars che lo aggrega direttamente in prima squadra. Fa il suo esordio assoluto il 13 agosto nel match di campionato perso 1-0 contro l'Ebusua Dwarfs. ed al termine della stagione si laurea campione del Ghana. Nel campionato dell'anno successivo si rivela uno dei migliori giocatori del club realizzando 13 reti in 30 presenze che gli valgono il terzo posto nella classifica marcatori.
Rimane al club di Wa anche per nel 2018 prima di passare a titolo definitivo all'Ashanti Gold l'anno seguente.
Nell'ottobre 2021, dopo due sole stagioni con i gialloneri, fa ritorno nella sua città natale firmando con il R. Tamale Utd.

### Nazionale
Nel gennaio 2022 viene incluso dal CT dalla nazionale ghanese nella lista finale per la Coppa delle nazioni africane 2021.
Fa il suo esordio pochi giorni più tardi in occasione dell'amichevole persa 3-0 contro l'Algeria.

## Statistiche
Statistiche aggiornate al 14 gennaio 2022.

### Presenze e reti nei club
| Stagione        | Squadra         | Campionato      | Campionato | Campionato | Coppe nazionali | Coppe nazionali | Coppe nazionali | Coppe continentali | Coppe continentali | Coppe continentali | Altre coppe | Altre coppe | Altre coppe | Totale | Totale | Totale |
| Stagione        | Squadra         | Comp            | Pres       | Reti       | Comp            | Pres            | Reti            | Comp               | Pres               | Reti               | Comp        | Pres        | Reti        | Pres   | Reti   |        |
| --------------- | --------------- | --------------- | ---------- | ---------- | --------------- | --------------- | --------------- | ------------------ | ------------------ | ------------------ | ----------- | ----------- | ----------- | ------ | ------ | ------ |
| 2015-2016       | Wa All Stars    | PL              | 4          | 0          | C               | 0               | 0               |                    | -                  | -                  |             | -           | -           | 4      | 0      |        |
| 2017            | Wa All Stars    | PL              | 30         | 13         | C               | 0               | 0               | CCL                | 2                  | 0                  |             | -           | -           | 32     | 13     |        |
| 2018            | Wa All Stars    | PL              | 9          | 2          | C               | 0               | 0               |                    | -                  | -                  |             | -           | -           | 9      | 2      |        |
| 2019-2020       | Ashanti Gold    | PL              | 11         | 0          | C               | 0               | 0               |                    | -                  | -                  |             | -           | -           | 11     | 0      |        |
| 2020-2021       | Ashanti Gold    | PL              | 30         | 9          | C               | 0               | 0               |                    | -                  | -                  |             | -           | -           | 30     | 9      |        |
| 2021-2022       | R. Tamale Utd   | PL              | 9          | 8          | C               | 0               | 0               |                    | -                  | -                  |             | -           | -           | 9      | 8      |        |
| Totale carriera | Totale carriera | Totale carriera | 93         | 32         |                 | 0               | 0               |                    | 2                  | 0                  |             | -           | -           | 95     | 32     |        |

### Cronologia presenze e reti in nazionale
| Cronologia completa delle presenze e delle reti in nazionale ― Ghana | Cronologia completa delle presenze e delle reti in nazionale ― Ghana | Cronologia completa delle presenze e delle reti in nazionale ― Ghana | Cronologia completa delle presenze e delle reti in nazionale ― Ghana | Cronologia completa delle presenze e delle reti in nazionale ― Ghana | Cronologia completa delle presenze e delle reti in nazionale ― Ghana | Cronologia completa delle presenze e delle reti in nazionale ― Ghana | Cronologia completa delle presenze e delle reti in nazionale ― Ghana |
| Data                                                                 | Città                                                                | In casa                                                              | Risultato                                                            | Ospiti                                                               | Competizione                                                         | Reti                                                                 | Note                                                                 |
| -------------------------------------------------------------------- | -------------------------------------------------------------------- | -------------------------------------------------------------------- | -------------------------------------------------------------------- | -------------------------------------------------------------------- | -------------------------------------------------------------------- | -------------------------------------------------------------------- | -------------------------------------------------------------------- |
| 5-1-2022                                                             | Ar Rayyan                                                            | Algeria                                                              | 3 – 0                                                                | Ghana                                                                | Amichevole                                                           | -                                                                    | 76’                                                                  |
| Totale                                                               |                                                                      | Presenze                                                             | 1                                                                    |                                                                      | Reti                                                                 | 0                                                                    |                                                                      |

## Palmarès

### Club

#### Competizioni nazionali
- Campionato ghanese: 1

Wa All Stars: 2016
- Supercoppa del Ghana: 1

Wa All Stars: 2017
- Campionato moldavo: 1

Petrocub Hîncești: 2023-2024
- Coppa di Moldavia: 1

Petrocub Hîncești: 2023-2024
- Supercoppa di Cipro: 1

APOEL: 2024